# Golden State Warriors 1989-1990
La stagione 1989-90 dei Golden State Warriors fu la 41ª nella NBA per la franchigia.
I Golden State Warriors arrivarono quinti nella Pacific Division della Western Conference con un record di 37-45, non qualificandosi per i play-off.

## Risultati
| Squadra                | V  | P  | %    | GB |
| ---------------------- | -- | -- | ---- | -- |
| Los Angeles Lakers     | 63 | 19 | 76,8 | -  |
| Portland Trail Blazers | 59 | 23 | 72,0 | 4  |
| Phoenix Suns           | 54 | 28 | 65,9 | 9  |
| Seattle SuperSonics    | 41 | 41 | 50,0 | 22 |
| Golden State Warriors  | 37 | 45 | 45,1 | 26 |
| Los Angeles Clippers   | 30 | 52 | 36,6 | 33 |
| Sacramento Kings       | 23 | 59 | 28,0 | 40 |

## Roster
| N° | Naz.                        | Ruolo | Sportivo             | Anno | Alt. | Peso \|\| |
| -- | --------------------------- | ----- | -------------------- | ---- | ---- | --------- |
| 3  | Stati Uniti (bandiera)      | AC    | Tom Tolbert          | 1965 | 201  | 107       |
| 5  | Stati Uniti (bandiera)      | G     | Tim Hardaway         | 1966 | 183  | 79        |
| 7  | Stati Uniti (bandiera)      | G     | Kelvin Upshaw        | 1963 | 188  | 82        |
| 8  | Stati Uniti (bandiera)      | GA    | Marques Johnson      | 1956 | 201  | 99        |
| 10 | Sudan (bandiera)            | C     | Manute Bol           | 1962 | 229  | 91        |
| 12 | Stati Uniti (bandiera)      | G     | Winston Garland      | 1964 | 188  | 77        |
| 13 | Unione Sovietica (bandiera) | G     | Šarūnas Marčiulionis | 1964 | 196  | 91        |
| 17 | Stati Uniti (bandiera)      | GA    | Chris Mullin         | 1963 | 198  | 91        |
| 20 | Stati Uniti (bandiera)      | GA    | Terry Teagle         | 1960 | 196  | 88        |
| 22 | Stati Uniti (bandiera)      | A     | Rod Higgins          | 1960 | 201  | 91        |
| 23 | Stati Uniti (bandiera)      | G     | Mitch Richmond       | 1965 | 196  | 98        |
| 33 | Germania Ovest (bandiera)   | C     | Uwe Blab             | 1962 | 216  | 114       |
| 40 | Germania Ovest (bandiera)   | C     | Christian Welp       | 1964 | 213  | 111       |
| 43 | Stati Uniti (bandiera)      | AC    | Jim Petersen         | 1962 | 208  | 107       |
| 44 | Stati Uniti (bandiera)      | A     | Leonard Taylor       | 1966 | 203  | 100       |
| 45 | Stati Uniti (bandiera)      | C     | John Shasky          | 1964 | 211  | 107       |
| 52 | Canada (bandiera)           | C     | Mike Smrek           | 1962 | 213  | 113       |
| 53 | Stati Uniti (bandiera)      | AC    | Alton Lister         | 1958 | 213  | 109       |

## Staff tecnico
- Allenatore: Don Nelson
- Vice-allenatori: Mike Schuler, Garry St. Jean
- Vice-allenatore/scout: Donn Nelson
- Preparatore atletico: Tom Abdenour
- Preparatore fisico: Mark Grabow